# فضيلة

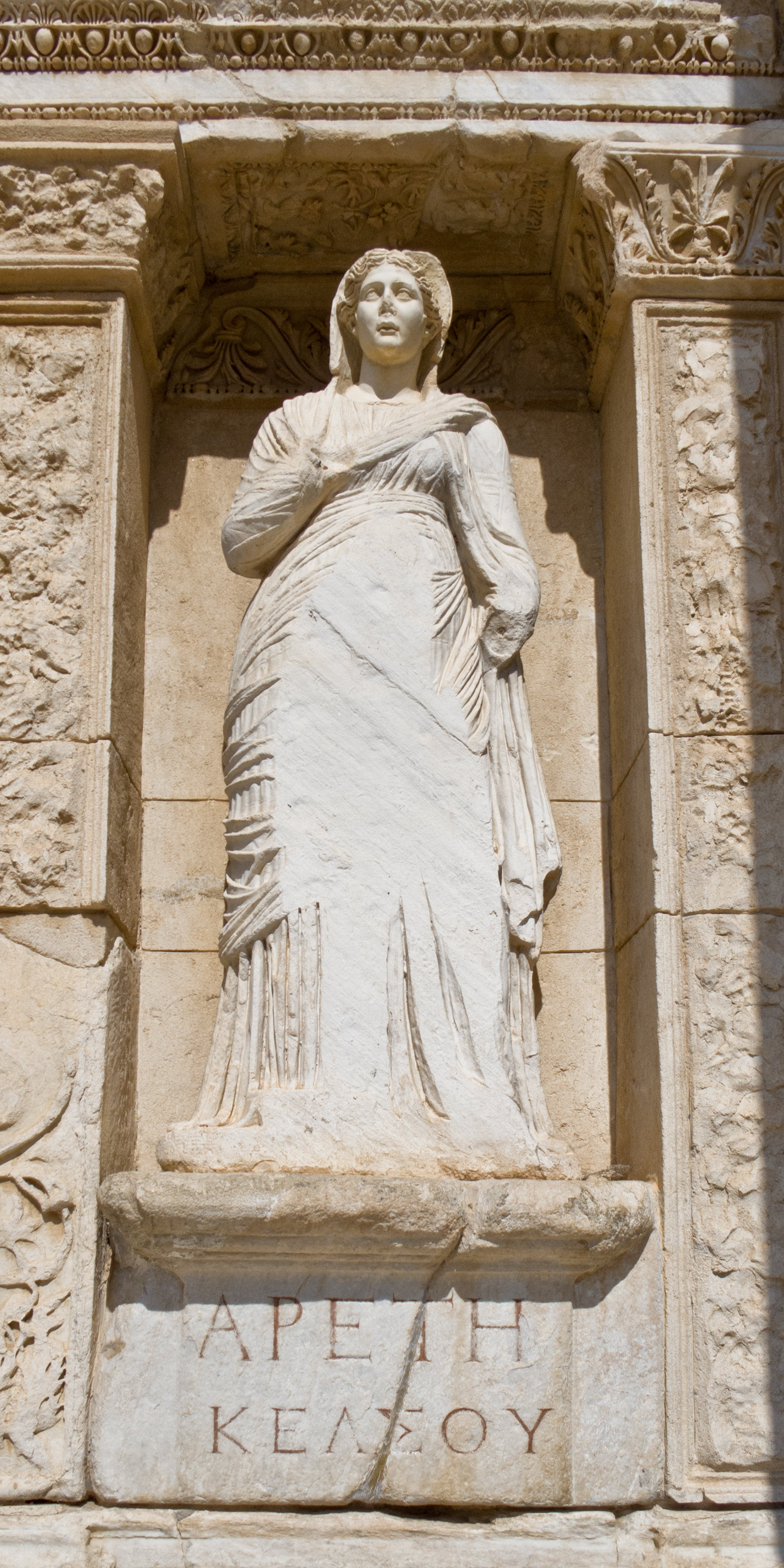

الفضيلة هي التفوق الأخلاقي أي الدَّرجة الرفيعة في حسن الخلق بما يتسم بالخير من صفات أو شيم الشخصية. والفضائل الشخصية تقدر بأنها ما يسهم في تحسين معيشة الفرد والمجتمع ولهذا فهي خيرة. وعكس الفضيلة هي الرذيلة.
«الفضيلة» (باللاتينية virtus وتلفظ «فيرطوس»؛ باليونانية ἀρετή تلفظ «آرَتي») هي السمة أو الجودة التي تعدّ ممتازة من الناحية الأخلاقية، وبالتالي يتم تقييمها كأساس للمبدأ والوجود الأخلاقي الجيد.

## الفضيلة عند أرسطو
عرّف أرسطو الفضيلة على أنها المهارة المناسبة لأي قوة من القوى، أي أن الفضيلة تكون حيث تقوم قوى الإنسان بأداء وظائفها، وقسم أرسطو الفضائل قسمين: الفضائل العقلية والفضائل الأخلاقية، وأسمى الفضائل عند أرسطو هي فضيلة التأمل والتفكر النظري، لأنهما تسمو بالإنسان إلى مرحلة العلم بالكليات، على غِرارِ الفضائل الأخرى التي هي مُتعلِّقة بأمور جزئية قد تتوقف بناءً على ظروف متعددة، والفضيلة عند أرسطو أمر خُلُقي مكتسب ثابت يتولَّد منه الفعل الفاضل، والفضيلة ليست فطرية أو طبيعية بل يكون اكتسابها بالتَّعود، وحينما يتعود عليها الإنسان تصبح يسيرة عليه، ومن يجد في ممارستها صعوبة فهو غير مُستعِّد لها، واللذة مُرشِدة إلى الفضيلة ومُقتِرنة بها، فيجد الإنسان الفاضل لذةً في ضبط نفسه، وكذلك يجد الشجاع لذةً في ضبط نفسه، وهكذا باختلاف أنواع الناس، ونلاحظ هنا ميزة في أرسطو غير أقرانِهِ من الفلاسفة في عرض آراءه، فهو عندما يشرح وجهة نظره يستخدم الكثير من التشبيهات ويعرض الآراء الشائعة في المجتمع، فمثلاً يُشبِّه العقل الفاضل بالصانع الذي يتحرى الدقة في صنعه فلا يزيد ولا ينقص، وبالطبيب الذي يعطي نسبًا دقيقةً من الأدوية، والنحات وغيرهم، فالفضيلة عند أرسطو هي الأخذ بأوسط الأمور، بين الإفراط والتفريط، فعلى سبيل المثال الشجاعة بين الجبن والتهور والكرم بين الإسراف والبخل والتواضع بين الفظاظة والخجل، مع الأخذ في الاعتبار أن هذا ليس وسطًا حسابيًا بين مسافتين مرفوضتين، بل هذا وسط اعتباري قد يتغير بتغير الظروف والأشخاص، والعقل وقتئذٍ هو المُعين الوحيد للتميز والمعرفة، فنرى أن أرسطو وقف موقفًا وسطًا بين الذين يرفضون الدوافع الطبيعية وبين الذي يرون الفضيلة في إشباع اللذة، بالإضافة إلى ذكره لدور العقل في التعرُّف على الفضائل الأخلاقية.

## الفضائل والقيم
يمكن أن توضع الفضائل في نطاق أكبر هو القيم المطلقة. فبداخل كل فرد توجد مجموعة من القيم التي تشكل أساس عقيدته وأفكاره وأراءه. والنزاهة في تطبيق القيمة تضمن استمرارية وجودها، وهذه الاستمرارية تميز بين القيمة في حد ذاتها وبين المعتقدات والأراء والأفكار. ومن هنا، نجد أن القيمة (كالحقيقة أو المساواة أو الطمع مثلا) هي اللب الذي يتحكم في أفعال وردود أفعال الفرد. والمجتمعات تتبنى القيم التي يعتنقها الأغلبية من ممارسي ثقافتها. لذا، فقيم المرء غالبا ما تنسجم، إلى حد كبير وليس بالكامل، مع قيم ثقافته.
وكل فضيلة شخصية تقع في واحدة من أصناف القيم الأربعة:
1. الأخلاقية
2. الجمالية
3. المذهبية
4. الفطرية